# Julian Manuel
Julian Manuel (* 18. August 1979) ist ein deutscher Schauspieler und Synchronsprecher.

## Leben
Manuel studierte an der Athanor Akademie für Darstellende Kunst, wo er das Diplom erlangte. Als Schauspieler war er unter anderem in den Fernsehserien Der Fahnder, Tatort und SOKO 5113 zu sehen. Zudem wirkte Manuel in mehreren Theaterstücken wie Ein Sommernachtstraum und Die Räuber mit. Als Synchronsprecher lieh Manuel unter anderem Jack McBrayer in der Fernsehserie Phineas und Ferb seine Stimme. Zudem war er in Filmen wie Der Medicus und Fernsehserien wie Drei Mädchen und drei Jungen zu hören. Manuel lebt in München.

## Filmografie
- 1992: Der Fahnder
- 1995: Nur über meine Leiche
- 1997: Der Bulle von Tölz: Eine Hand wäscht die andere
- 1998: Der Bulle von Tölz: Der Mistgabelmord
- 1999: Tatort – Bienzle und der Zuckerbäcker (Fernsehreihe)
- 1999: Dr. Stefan Frank – Der Arzt, dem die Frauen vertrauen – Leben und Freiheit
- 2003: Tatort – Veras Waffen
- 2006: Forsthaus Falkenau (zwei Folgen)
- 2006: Polizeiruf 110 – Mit anderen Augen
- 2006: Die Rosenheim-Cops – Der Tod stand vor der Tür
- 2008, 2019: Sturm der Liebe (fünf Folgen)
- 2009: Die Rosenheim-Cops – Es ist nicht alles Gold
- 2010: Angustia
- 2010: SOKO 5113
- 2014: Die Garmisch-Cops – Wenn zwei sich streiten...
- 2015: Die Rosenheim-Cops – Tod am Schlagbaum
- 2016: Hubert ohne Staller – Neues Glück im alten Bett
- 2018: Die Rosenheim-Cops – Der Besuch der jungen Dame
- 2020: Die Rosenheim-Cops – Teatime für einen Mörder
- 2025: Sturm kommt auf (Fernsehfilm)

## Bühnenrollen
- 2000: Ein Sommernachtstraum
- 2003: Der kleine Horrorladen
- 2011: Pippi Langstrumpf
- 2011: Die Räuber
- 2011: Amphitryon
- 2012: Pinocchio
- 2013: Die kleine Hexe
- 2013: Sein oder nicht Sein
- 2014: Spiel’s nochmal, Sam
- 2014: Das Dschungelbuch

## Synchronarbeiten (Auswahl)

### Filme
- 1997: Für Christopher Masterson in Die Hochzeit meines besten Freundes als Scott O'Neil
- 2000: Für Takeshi Kusao in One Piece – Der Film als Woonan (jung)
- 2009: Für John Boyd in Mercy als Eric
- 2013: Für Tom Payne in Der Medicus als Rob Cole
- 2014: Für Damien Gillard in Asterix im Land der Götter als Médius
- 2015: Für Jesse Moss in Ein wundervolles Geschenk als Nathan
- 2016: Für Tom Payne in DxM als Jaxon
- 2016: Für Matthew Lewis in Ein ganzes halbes Jahr als Patrick
- 2019: Für Majd Mastoura in Auf der Couch in Tunis als Naim

### Serien
- 2010–2014: Für Justin Roiland in Der Fisch-Club als Oscar
- 2011: Für Hervé Grull in Street Football als Tag
- 2014–2020: Für Conrad Ricamora in How to Get Away with Murder als Oliver Hampton
- 2015: Für Ryota Ohsaka in Rakudai Kishi no Cavalry als Ikki Kurogane
- 2015: Für Titus De Voogdt in The Missing als Vincent Bourg
- 2015–2017: Für Arnold Chun in The Man in the High Castle als Kotomichi
- 2016–2020: Für Hale Appleman in The Magicians als Eliot Waugh
- 2017: Für Tobias Santelmann in Der Grenzgänger als Nikolai Andreassen
- 2017–2019: Für Andrew J. West in Once Upon a Time - Es war einmal ... als Henry Mills
- 2019–2022: Für Max Jenkins in Dead to Me als Christopher Doyle
- 2019–2021: Für David Mumeni in Dead Pixels als Russell
- 2021: Für Daniyar in WandaVision als Olek Maximoff
- 2022: Für Adam Scott in Severance als Mark Scout
- 2022: Für Kenshō Ono in Bright Sun – Dark Shadows als Sō Hishigata